# 原武範
原 武範（はら たけのり、1976年2月2日 - ）は、日本のバラエティディレクター。
株式会社プラットフォームインク所属。

## 経歴
長野県長野市生まれ。子供の頃から「お笑い番組」が好きで、『天才・たけしの元気が出るテレビ!!』『夢で逢えたら』『ダウンタウンのごっつええ感じ』を見て育った。 もう中学生とは同じ川中島町の出身。
1998年、明治大学商学部卒業。
1998年、アズバーズ入社。フジテレビ第二制作部→バラエティ制作センター配属となり、
『一人ごっつ』松本人志の『松ごっつ』ジョビジョバの『さるしばい』AD。
でキャリアスタート。1998年、『笑う犬の生活』吉田正樹プロデューサー、小松純也演出のもとでチーフAD。
1998年、『爆笑ヒットパレード』以降、毎年参加。
1999年『笑う犬の生活』『力の限りゴーゴゴー!!』『新春かくし芸大会』『爆笑ヒットパレード』などの番組に参加。
そこでディレクターとなり『爆笑レッドカーペット』『ネプリーグ』など立ち上げメンバー。
2001年、『力の限りゴーゴゴー!!』宮道治朗演出のもとでディレクター。『感じるジャッカル』北沢建一演出。
2002年、『笑う犬の情熱』 吉田正樹CP、星野淳一郎プロデューサー、小松純也演出のもとでディレクター。2004年、『FNS27時間テレビ』 片岡飛鳥総監督。2004年、『ネプリーグ』福浦与一（IVSテレビ制作）演出。2004年、『幸せって何だっけ 〜カズカズの宝話〜』石川陽、武島義之演出。
2007年、『爆笑レッドカーペット』藪木健太郎演出。2009年、『爆笑レッドシアター』
2011年、『THE MANZAI』小仲正重、竹内誠演出。2011年アズバーズ退社。2012年プラットフォームインク所属。
2013年、『チャンピオンボウリング ドリームスシリーズ』神原孝プロデューサー。
2015年、『ENGEIグランドスラム』朝妻一プロデューサー。2017年、『サンドウィッチマンのぶらり即席コントの旅』仲村孝明プロデューサー。2018年、『出張!出川保育園』 東海テレビ。
2020年、『ただ今、コント中。』有川崇総合演出。2020年、『我が家・杉山の悪口1000個いただくまで帰れません酒場』YouTube。2021年、『新しいカギ』木月洋介総合演出。2022年、『東海オンエア コントしてみた』YouTube。
2024年、 荒牧慶彦出演『パスキン』演出
堀内健（ホリケン）の舞台、Lotti（ロッチ）、ハナコ、我が家の単独ライブなどの演出、映像制作も手がけている。

## 参考
- 出張！出川保育園 [出典無効]
- コントしてみた[信頼性要検証]